# Cabrils
Cabrils település Spanyolországban, Barcelona tartományban. Lakosainak száma 7767 fő (2024).

## Földrajza
Cabrils Vilassar de Mar, Cabrera de Mar, Òrrius, Argentona és Vilassar de Dalt községekkel határos.

## Népesség
A település lakosságának változását az alábbi diagram mutatja:
| Lakosok száma | 808  | 801  | 743  | 937  | 3042 | 6238 | 7108 | 7197 | 7439 | 7767 |
|               | 1857 | 1910 | 1945 | 1965 | 1991 | 2005 | 2010 | 2014 | 2019 | 2024 |